# 아이치현 제3구
아이치현 제3구(愛知県 第3区)는 일본의 중의원 선거구이다. 1994년 공직선거법으로 신설되었다.
현재 중의원은 입헌민주당 소속의 곤도 쇼이치이다.

## 지역
- 나고야시
  - 쇼와구
  - 미도리 구
  - 덴파쿠구